# Morgan Callan Rogers
Morgan Callan Rogers (* 1952 in Maine) ist eine US-amerikanische Schriftstellerin, Journalistin und Schauspielerin.

## Leben
Morgan Callan Rogers wuchs an der Küste von Bath (Maine) in Neuengland auf. Die Sommer ihrer Kindheit verbrachte sie in einem kleinen Sommerhaus an der Küste, gemeinsam mit ihren Eltern und ihren drei Geschwistern. Heute lebt sie in Maine und in South Dakota.

## Werke
Inspiriert von ihren Kindheitserlebnissen verfasste sie ihren Erstlings-Roman „Red Ruby Heart“, der die Erlebnisse von Florine schildert, einem heranwachsenden Mädchens, das in einem Fischerdorf an der Küste von Maine lebt. Als Florine elf Jahre alt ist, verschwindet ihre Mutter Carlie spurlos und der Vater versinkt in Trauer und Schmerz.
Das Buch erschien in den USA, wurde unter anderem ins Deutsche, Spanische und Italienische übersetzt und entwickelte sich in Deutschland zum Bestseller.
- Rubinrotes Herz, eisblaue See (orig.: Ruby Red Heart), mare Verlag, Hamburg, 2010, ISBN 978-3-86648-131-2 (Hardcover)
- Eisblaue See, endloser Himmel (orig.: Like a Wave of the Sea), mare Verlag, Hamburg, 2014, ISBN 978-3-86648-228-9 (Hardcover)

## Kritiken
Das Buch Rubinrotes Herz, eisblaue See wurde als kitschfreies Porträt eines zornigen, oft einsamen Mädchens gelobt:

„Die Autorin schildert ... aus dem Blickwinkel der heranwachsenden Florine, trotzig, manchmal selbstgerecht, dann wieder locker, überschwänglich und komisch. ... Das Rätsel um Carlies Verschwinden setzt einen dunklen Grundton, welcher dieser Coming-of-Age-Geschichte Tiefgang verleiht und die Spannung hoch hält.“

## Auszeichnungen
- 2010 LovelyBooks Leserpreis in der Kategorie Allgemeine Literatur für Rubinrotes Herz, eisblaue See